# Лесковец (Монтанская область)
Лесковец (болг. Лесковец) — село в Болгарии. Находится в Монтанской области, входит в общину Берковица. Население составляет 59 человек.

## Политическая ситуация
Кмет (мэр) общины Берковица — Милчо Михайлов Доцов (независимый) по результатам выборов в правление общины 2007 года.